# Mathurin Jacques Brisson

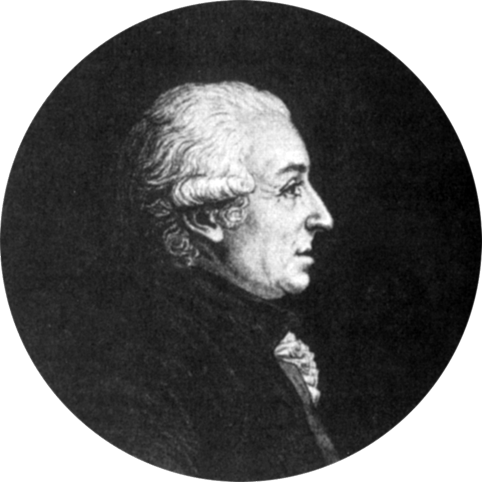
Mathurin Jacques Brisson

Mathurin Jacques Brisson (Fontenay-le-Comte, 30 april 1723 – Croissy-sur-Seine, 23 juni 1806) was een Franse natuuronderzoeker, vooral een zoöloog en later natuurfilosoof. 
Het zijdehoen of Wugu-ji (Gallus gallus domesticus Brisson), een Chinees kippenras, draagt zijn naam. 
Brisson richtte zich aanvankelijk vooral op natuurlijke historie. Hij publiceerde werken zoals Le Règne animal (1756) en Ornithologie (1760), en meer dan 60 van zijn vogel-genusnamen zijn nog steeds in gebruik. In 1759 werd hij lid van de Académie des Sciences.
Na de dood van zijn leermeester R.A.F. Réaumur in 1757 kwam zijn verzameling terecht bij Buffon. Buffon, die een hekel had gehad aan Réaumur, stond Brisson niet toe door te werken aan de verzameling. Hierdoor stopte hij noodgedwongen met zijn natuurhistorisch werk. Hij werd professor natuurfilosofie in Navarre en later in Parijs. Zijn belangrijkste werk in dit genre was Pesanteur Spécifique des Corps (1787).

## Publicaties
- Regnum animale in classes IX distributum sive Synopsis methodica. Haak, Parijs, Leiden 1756–62.
- Ornithologia sive Synopsis methodica sistens avium divisionem in ordines, sectiones, genera, species, ipsarumque varietates. Bauche, Parijs, Leiden 1760–63.
- Supplementum Ornithologiæ sive Citationes, descriptionesque antea omissæ & species de novo adjectæ, ad suaquaque genera redactæ. Parijs 1760.
- Lettres de deux Espagnols sur les manufactures. Vergera 1769.
- Dictionnaire raisonné de physique. Thou, Paris 1781–1800.
- Observations sur les nouvelles découvertes aërostatiques. Lamy, Parijs 1784.
- Pesanteur spécifique des corps. Parijs 1787.
- Traité élémentaire ou Principes de physique. Moutard & Bossange, Parijs 1789–1803.
- Trattato elementare ovvero Principi di fisica. Grazioli, Florenz 1791.
- Die spezifischen Gewichte der Körper. Leipzig 1795.
- Suplemento al Diccionario universal de física. Cano, Madrid 1796–1802.
- Principes élémentaires de l'histoire naturelle et chymique des substances minérales. Parijs 1797.
- Anfangsgründe der Naturgeschichte und Chemie der Mineralien. Mainz 1799.
- Instruction sur les nouveaux poids et mesures. Parijs 1799.
- Elémens ou Principes physico-chymiques. Bossange, Parijs 1800.
- Elements of the natural history and chymical analysis of mineral substances. Ritchie, Walker, Vernor & Hood, Londen 1800.
- Tratado elemental ó principios de física. Madrid 1803/04.

- Bibliothèque nationale de France: cb12401858w (data)
- Catàleg d'autoritats de noms i títols de Catalunya: 981058521707406706
- Gemeinsame Normdatei: 117631922
- International Standard Name Identifier: 0000 0001 1198 7232
- Library of Congress Control Number: n85363776
- Nationale Bibliotheek van Tsjechië: ola2009531264
- Nationale Bibliotheek van Israël: 987007278758005171
- Nationale Bibliotheek van Polen: a0000001050057
- Nederlandse Thesaurus van Auteursnamen: 293028761
- Istituto Centrale per il Catalogo Unico: UFIV065874
- LIBRIS: 286680
- SNAC: w6kh0tvd
- Système universitaire de documentation: 033120188
- Trove: 1460473
- Virtual International Authority File: 49310082
- WorldCat: E39PBJqBqkd3RYkhfjKVJKYgKd